# NGC 554B
NGC 554B (другие обозначения — ESO 476-11A, PGC 5413) — линзообразная галактика (SB0) в созвездии Кит.
Этот объект не входит в число перечисленных в оригинальной редакции «Нового общего каталога» и был добавлен позднее.